# Sangsue médicinale méditerranéenne
Hirudo verbana · Sangsue hongroise
Espèce
Statut de conservation UICN

 DD  : Données insuffisantes
Statut CITES
Synonymes
- Hirudo medicinalis var. verbana Carena, 1820
- Sanguisuga verbana Carena, 1820

La Sangsue médicinale méditerranéenne (Hirudo verbana), également appelée Sangsue hongroise, redécouverte en Hongrie dans les années 1990, était jusqu'alors considérée comme une variante de couleur de l'espèce type de la Sangsue médicinale européenne (H. medicinalis) répertoriée par Carl von Linné en 1758 et qu'il distingua par le nom d'espèce Hirudo officinalis. Contrairement à la Sangsue médicinale européenne, qui n'est que rarement utilisée en naturopathie, en Allemagne, plus de 95 % de toutes les sangsues utilisées pour la collecte de sang thérapeutique sont des représentants de sangsues méditerranéennes (H. verbana) importés de Turquie ou de Russie. Contrairement à l’espèce sœur H. medicinalis, les sangsues méditerranéennes ont un abdomen jaune-vert non pigmenté et présentant deux bandes latérales.

## Description détaillée
Dans son ouvrage de référence sur la biologie des sangsues, le zoologiste Konrad Herter (d) (1891-1980) considérait que la Sangsue médicinale européenne (H. medicinalis) était une variété d'espèce. C'est pourquoi il a fait la distinction entre différentes variétés selon les couleurs. Il était donc d'usage jusque dans les années 1990 de regrouper les sangsues médicinales aux motifs différents sous le nom d'espèce H. medicinalis L. 1758 (= H. officinalis Savigny, 1822). Cependant, des études morphologiques des différents « types de sangsues » combinées à l'analyse de séquences d'ADN et à des expériences de croisement ont montré que les sangsues H. medicinalis et les « variétés de couleur » collectées en Hongrie représentent bien deux espèces différentes,. Les sangsues médicinales méditerranéennes ont pu être rattachées au taxon Hirudo verbana Carena en 1820.

## Apparition
Les sangsues ont été découvertes vers 1818 dans le Lacus Verbanus (Lac Majeur) et décrites comme une espèce à part. Contrairement à la sangsue médicinale européenne, qui est répandue dans le nord, les sangsues méditerranéennes peuvent être trouvées dans des régions plus chaudes et plus méridionales (par ex. B. Turquie, Suisse méridionale, Italie). Les aires de répartition ne se chevauchent que légèrement, de sorte qu'une séparation géographique des espèces H. medicinalis et H. verbana doit être supposée. Les deux espèces sont de couleurs vives et atteignent une longueur de corps allant jusqu'à 10 cm en tant qu'animaux adultes. Les sangsues « Hirudiniformes » se nourrissent, comme les ectoparasites, du sang des poissons, des amphibiens (tritons, grenouilles) et des mammifères (par ex. B. sanglier). Dans la nature, les hommes n'en sont qu'exceptionnellement la cible.
H. medicinalis et H. verbana sont toutes deux menacées d'extinction en raison de la destruction systématique de leurs habitats naturels (étangs chauds riches en amphibiens avec des zones d'eau peu profonde) et de la pêche de populations entières à des fins de thérapie par les sangsues par des médecins et des naturopathes.